# Willy den Ouden
Willemijntje „Willy” den Ouden  (ur. 1 stycznia 1918 w Rotterdamie, zm. 6 grudnia 1997 tamże) – holenderska pływaczka. Trzykrotna medalistka olimpijska.
Specjalizowała się w dowolnym. Startowała na dwóch igrzyskach olimpijskich (IO 32, IO 36), na obu zdobywała medale. W 1932, w wieku 14 lat, zdobyła dwa srebrne medale, na 100 metrów stylem dowolnym i w sztafecie 4 × 100 metrów kraulem. Cztery lata później zwyciężyła w sztafecie, a na swym koronnym dystansie 100 metrów zajęła czwarte miejsce. Wielokrotnie biła rekordy świata. Jej rekord na 100 metrów kraulem z 1936 roku (1:04.6)  pobiła dopiero Dawn Fraser w 1956. Wielokrotnie stawała na podium mistrzostw Europy (1931: złoto w sztafecie 4 × 100 m kraulem, srebro na 100 m kraulem; 1934: złoto na 100 m kraulem i w sztafecie 4 × 100 m kraulem, srebro na 400 m kraulem; 1938: srebro w sztaefecie 4 × 100 kraulem).
W 1970 została przyjęta do International Swimming Hall of Fame.